# Sarimukti (Cipatat)
Sarimukti is een bestuurslaag in het regentschap Bandung Barat van de provincie West-Java, Indonesië. Sarimukti telt 4825 inwoners (volkstelling 2010).